# Тител
Тител је градско насеље у Србији и седиште истоимене општине у Јужнобачком управном округу, у региону познатом као Шајкашка (југоисточни део Бачке). Према попису из 2022. било је 4.522 становника.

## Географија
Тител се налази уз десну обалу Тисе, преко пута ушћа Бегеја у Тису, недалеко од места где се Тиса улива у Дунав, на јужним обронцима Тителске висоравни. Изнад града је Тителски брег (110–130 m), завршетак Тителске висоравни, која се простире између Мошорина, Лока, Вилова, Титела и реке Тисе. У близини Титела је и највећа ада на Тиси.
Тител је, такође, и седиште општине, у којој се, поред града Титела, налазе и села: Вилово, Гардиновци, Лок, Мошорин и Шајкаш.

## Историја
Тител је веома стари град, на чијем је подручју било људских насеобина у праисторији. Најстарији познати помен имена Тител је из повеља угарских краљева и јавља се после 1077, а најкасније 1095. године. У то време су мађарски краљ Ласло Први (Сент Ласло) и брат му Лампрехт подигли у Тителу манастир најстаријег католичког реда августинаца. До доласка Римљана на тлу данашњег Титела живели су Дачани, Келти, Скордисци, Јазиги, Хуни, Авари, Протобугари, Готи, Гепиди и Алани. На овом месту боравили су и Римљани. Они су изградили утврђење које се први пут помиње 1138. године. Словени се јављају на прелазу из 6. у 7. век, а угарска племена крајем 9. века. Први пут под српском влашћу од 1407. године, у 15. и 16. веку Тител је био у поседу српских деспота, а за време Турака седиште нахије у оквиру Сегединског санџака. У Потиској војној граници Тител је утврђени шанац, затим седиште Шајкашког батаљона.
У другој половини 19. века расте број становника Титела. Највише је Срба, а Мађара има упола мање. Тако по попису из 1880. године ту живи 2094 Срба, 621 Немца, 324 Мађара, 173 Словака, 17 Румуна, док је осталих 28. Тител има укупно 3321 становника. За десет година има их још више, нарочито Срба. Подаци пописа из 1890. године наводе да тада има 2811 Срба, 1078 Немаца, 705 Мађара, 118 Хрвата, 78 Словака, 11 Румуна, 2 Рутена, а осталих је 11. Тако да варошица Тител у то време је са 4314 душа.
На крају Првог светског рата, 8. новембра 1918. године, Тител је ослободила српска војска. Тител се нашао у новој држави, Краљевини Срба, Хрвата и Словенаца, у којој је наставио привредни и друштвени живот. Пруга Тител–Орловат је отворена у децембру 1923, а следеће године је грађен мост преко Тисе. У време Краљевине СХС место је у Београдској области, а од 1929. у Дунавској бановини.
На први дан католичког Ускрса, 13. априла 1941, град је окупирала војска Хортијеве Мађарске. Бачка је, уз још неке области, прикључена Мађарској, у виду обновљене Бачко-бодрошке жупаније. Окупатор је на други и трећи дан православног Божића, 8. и 9. јануара 1942, спровео Рацију у којој су страдали невини Титељани. Тител је у Другом светском рату ослобођен 22. октобра 1944. године, од стране Дванаесте војвођанске ударне бригаде.

## Црква и школа
Прва позната православна црква у Тителу била је посвећена Св. Николи. Налазила се према ситуацији из 1891. године "десно у улици која води од Главног трга (Параденплац), к болници и гробљу". Темељи данашњој православној цркви посвећеној празнику Успенију пресвете Богородице или Великој Госпојини, постављени су 15/3. априла 1810. године. Почетак градње храма су благословили владика бачки Гедеон Петровић и јеромонах Ковиљски игуман Порфирије Петровић. Готову цркву је осветио на Велику Госпојину 1811. године прота жабаљски Данило Петровић.
Према православној парохијској статистици у месту је на крају 1891. године било: један православни свештеник, 2122 православца, 392 православна дома, 232 ученика и три основне школе. Од наведених једна школа је државна, а остале две су комуналне (општинске).

## Култура
У Тителу су неки занимљиви споменици — барутана и касарна Шајкашког батаљона из 18. века. У црквама се чувају радови сликара Димитрија Поповића и Арсе Тодоровића. На путу Тител—Шајкаш подигнут је споменик палим ваздухопловцима 1941. године. У Мошорину су рођени Светозар Милетић (1826—1901) и Исидора Секулић (1877—1958). Овде се налази и споменик културе Кућа у Тителу.

## Демографија
У насељу Тител живи 4745 пунолетних становника, а просечна старост становништва износи 40,1 година (38,6 код мушкараца и 41,7 код жена). У насељу има 2019 домаћинстава, а просечан број чланова по домаћинству је 2,92.
Ово насеље је углавном насељено Србима (према попису из 2002. године), а у последња три пописа, примећен је пад у броју становника.
|             | \| Демографија[5] \| Демографија[5] \| Демографија[5] \| \| Година \| Становника \| Становника \| \| -------------- \| -------------- \| -------------- \| \| 1948. \| 5.650 \| \| \| 1953. \| 5.481 \| \| \| 1961. \| 5.717 \| \| \| 1971. \| 5.957 \| \| \| 1981. \| 6.227 \| \| \| 1991. \| 6.007 \| 5.870 \| \| 2002. \| 5.894 \| 6.034 \| \| 2011. \| 5.294 \| \| |            |
| Демографија | |            |
| Година      | Становника | Становника |
| 1948.       | 5.650 |            |
| 1953.       | 5.481 |            |
| 1961.       | 5.717 |            |
| 1971.       | 5.957 |            |
| 1981.       | 6.227 |            |
| 1991.       | 6.007 | 5.870      |
| 2002.       | 5.894 | 6.034      |
| 2011.       | 5.294 |            |

| Етнички састав према попису из 2002. | Етнички састав према попису из 2002. | Етнички састав према попису из 2002. | Етнички састав према попису из 2002. | Етнички састав према попису из 2002. |
| ------------------------------------ | ------------------------------------ | ------------------------------------ | ------------------------------------ | ------------------------------------ |
|                                      |                                      |                                      |                                      |                                      |
| Срби                                 | Срби                                 |                                      | 4.180                                | 70,91%                               |
| Мађари                               | Мађари                               |                                      | 582                                  | 9,87%                                |
| Југословени                          | Југословени                          |                                      | 250                                  | 4,24%                                |
| Хрвати                               | Хрвати                               |                                      | 115                                  | 1,95%                                |
| Словаци                              | Словаци                              |                                      | 103                                  | 1,74%                                |
| Роми                                 | Роми                                 |                                      | 73                                   | 1,23%                                |
| Македонци                            | Македонци                            |                                      | 47                                   | 0,79%                                |
| Црногорци                            | Црногорци                            |                                      | 26                                   | 0,44%                                |
| Немци                                | Немци                                |                                      | 12                                   | 0,20%                                |
| Бугари                               | Бугари                               |                                      | 12                                   | 0,20%                                |
| Руси                                 | Руси                                 |                                      | 8                                    | 0,13%                                |
| Словенци                             | Словенци                             |                                      | 7                                    | 0,11%                                |
| Русини                               | Русини                               |                                      | 7                                    | 0,11%                                |
| Румуни                               | Румуни                               |                                      | 6                                    | 0,10%                                |
| Албанци                              | Албанци                              |                                      | 6                                    | 0,10%                                |
| Муслимани                            | Муслимани                            |                                      | 4                                    | 0,06%                                |
| Украјинци                            | Украјинци                            |                                      | 1                                    | 0,01%                                |
| Буњевци                              | Буњевци                              |                                      | 1                                    | 0,01%                                |
| Бошњаци                              | Бошњаци                              |                                      | 1                                    | 0,01%                                |
| непознато                            | непознато                            |                                      | 94                                   | 1,59%                                |

| \| \| м \| \| \| ж \| \| ? \| 5 \| \| \| 12 \| \| 80+ \| 32 \| \| \| 72 \| \| 75—79 \| 62 \| \| \| 100 \| \| 70—74 \| 124 \| \| \| 164 \| \| 65—69 \| 144 \| \| \| 205 \| \| 60—64 \| 173 \| \| \| 200 \| \| 55—59 \| 142 \| \| \| 164 \| \| 50—54 \| 255 \| \| \| 249 \| \| 45—49 \| 279 \| \| \| 251 \| \| 40—44 \| 221 \| \| \| 210 \| \| 35—39 \| 180 \| \| \| 192 \| \| 30—34 \| 174 \| \| \| 156 \| \| 25—29 \| 198 \| \| \| 192 \| \| 20—24 \| 222 \| \| \| 201 \| \| 15—19 \| 207 \| \| \| 181 \| \| 10—14 \| 186 \| \| \| 181 \| \| 5—9 \| 185 \| \| \| 140 \| \| 0—4 \| 110 \| \| \| 125 \| \| Просек : \| 38,6 \| \| \| 41,7 \| |      |  |  |      |
| |      |  |  |      |
| | м    |  |  | ж    |
| ? | 5    |  |  | 12   |
| 80+ | 32   |  |  | 72   |
| 75—79 | 62   |  |  | 100  |
| 70—74 | 124  |  |  | 164  |
| 65—69 | 144  |  |  | 205  |
| 60—64 | 173  |  |  | 200  |
| 55—59 | 142  |  |  | 164  |
| 50—54 | 255  |  |  | 249  |
| 45—49 | 279  |  |  | 251  |
| 40—44 | 221  |  |  | 210  |
| 35—39 | 180  |  |  | 192  |
| 30—34 | 174  |  |  | 156  |
| 25—29 | 198  |  |  | 192  |
| 20—24 | 222  |  |  | 201  |
| 15—19 | 207  |  |  | 181  |
| 10—14 | 186  |  |  | 181  |
| 5—9 | 185  |  |  | 140  |
| 0—4 | 110  |  |  | 125  |
| Просек : | 38,6 |  |  | 41,7 |

| Година пописа     | 1948. | 1953. | 1961. | 1971. | 1981. | 1991. | 2002. |
| ----------------- | ----- | ----- | ----- | ----- | ----- | ----- | ----- |
| Број домаћинстава | 1.583 | 1.587 | 1.673 | 1.933 | 2.027 | 2.015 | 2.019 |

| Број чланова      | 1   | 2   | 3   | 4   | 5   | 6  | 7  | 8 | 9 | 10 и више | Просек |
| ----------------- | --- | --- | --- | --- | --- | -- | -- | - | - | --------- | ------ |
| Број домаћинстава | 389 | 510 | 402 | 463 | 159 | 64 | 20 | 6 | 4 | 2         | 2,92   |

| Пол    | Укупно | Неожењен/Неудата | Ожењен/Удата | Удовац/Удовица | Разведен/Разведена | Непознато |
| ------ | ------ | ---------------- | ------------ | -------------- | ------------------ | --------- |
| Мушки  | 2.418  | 728              | 1.520        | 92             | 74                 | 4         |
| Женски | 2.549  | 472              | 1.518        | 466            | 85                 | 8         |
| УКУПНО | 4.967  | 1.200            | 3.038        | 558            | 159                | 12        |

| Пол    | Укупно                    | Пољопривреда, лов и шумарство | Рибарство                            | Вађење руде и камена | Прерађивачка индустрија       |
| ------ | ------------------------- | ----------------------------- | ------------------------------------ | -------------------- | ----------------------------- |
| Мушки  | 1.199                     | 343                           | 1                                    | 1                    | 335                           |
| Женски | 703                       | 98                            | 0                                    | 0                    | 162                           |
| Укупно | 1.902                     | 441                           | 1                                    | 1                    | 497                           |
|        |                           |                               |                                      |                      |                               |
| Пол    | Производња и снабдевање   | Грађевинарство                | Трговина                             | Хотели и ресторани   | Саобраћај, складиштење и везе |
| Мушки  | 24                        | 88                            | 106                                  | 18                   | 68                            |
| Женски | 9                         | 9                             | 155                                  | 15                   | 17                            |
| Укупно | 33                        | 97                            | 261                                  | 33                   | 85                            |
|        |                           |                               |                                      |                      |                               |
| Пол    | Финансијско посредовање   | Некретнине                    | Државна управа и одбрана             | Образовање           | Здравствени и социјални рад   |
| Мушки  | 9                         | 17                            | 86                                   | 43                   | 15                            |
| Женски | 9                         | 7                             | 57                                   | 93                   | 49                            |
| Укупно | 18                        | 24                            | 143                                  | 136                  | 64                            |
|        |                           |                               |                                      |                      |                               |
| Пол    | Остале услужне активности | Приватна домаћинства          | Екстериторијалне организације и тела | Непознато            | Непознато                     |
| Мушки  | 23                        | 0                             | 0                                    | 22                   | 22                            |
| Женски | 15                        | 0                             | 0                                    | 8                    | 8                             |
| Укупно | 38                        | 0                             | 0                                    | 30                   | 30                            |

## Познате личности
- Милева Марић Ајнштајн
- Лазар Кузманов, архитекта
- поп Лука Поповић
- Душко Попов
- Стојан Трумић

## Привреда
У Тителу је с пролећа 1858. године одржан први робно-сточни вашар. Уприличен је на обали Тисе, први дан трговина марвом, а сутрадан осталом робом. Одобрено је одржавање трипут годишње: о Благовестима, о Св. Илији и Св. Луки.
Подручје општине Тител, с рекама Тисом и Бегејом и с Тителским брегом, има богате терене за риболов и лов.